# Маслёнок зернистый
Маслёнок зерни́стый (лат. Suillus granulatus) — трубчатый гриб рода Маслёнок (Suillus) семейства Маслёнковые (Suillaceae). Характеризуется отсутствием кольца и слизистой коричневой шляпкой. 
Синонимы:
- Русские: маслёнок ле́тний, маслёнок ра́нний
- Латинские:
  - Boletus granulatus L., 1753 basionym
  - Agaricus granulatus (L.) Lam., 1783
  - Rostkovites granulatus (L.) P. Karst., 1881
  - Ixocomus granulatus (L.) Quél., 1888

## Описание
Диаметр шляпки составляет 2—20 см, шляпка имеет округло-выпуклую или уплощённую форму, на ощупь гладкая, слизистая, голая, в сухую погоду — блестящая, цвет кожицы — желтовато-коричневый, рыжевато-коричневый, жёлто-охряный или охряно-коричневый, до красно-бурого или ржаво-красноватого. Кожица легко снимается со шляпки.
Мякоть мясистая, эластичная, сначала беловатого, позже желтоватого цвета, на срезе цвет не меняется, кисловатого вкуса и с невыразительным либо фруктовым запахом.
Трубчатый слой приросший, трубочки длиной 0,3—1 см, поры бледно-жёлтые или светло-жёлтые, позже охряные, буро-жёлтые или зеленоватые, мелкие, округлые, в зрелости бывают крупные — до 1 мм в диаметре и неровной, скошенной формы.
Ножка 4—8 см высотой и 0,8—2 см толщиной, сплошная, цилиндрическая, плотная, без кольца, гладкая, цвет ножки желтовато-беловатый, в зрелости у основания имеет буроватый цвет. В верхней части ножки и на порах трубочек у молодых экземпляров выделяются мелкие капли жидкости беловатого цвета, которые позже высыхают и образуют бурые пятнышки. На кожице ножки проявляются более или менее выраженные зернистые узелки, похожие на манную крупу.
Споровый порошок имеет жёлтый цвет. Споры 8—10×2,5—4 мкм, эллипсоидно-веретеновидной формы, светло-жёлтого цвета, гладкие.

## Экология и распространение
Образует микоризу преимущественно с сосной обыкновенной, реже —- с другими соснами.
Широко распространённый вид. Европа, Европейская часть России и Северный Кавказ, Урал, Сибирь, Дальний Восток, Израиль. Встречается в хвойных лесах с участием сосны, чаще в молодых лесах или посадках, на песчаных почвах, растёт часто на полянах, на вырубках, у дорог. Встречается одиночно или большими группами. Произрастает с июня по ноябрь.

## Сходные виды
Другие виды маслят, растущие под соснами:
- Маслёнок рыжий (Suillus fluryi) c более тёмной шляпкой (по Дермеку)
- Маслёнок неокольцованный (Suillus collinitus) имеет более тёмную шляпку и розовый налёт (мицелий) у основания ножки
- Маслёнок кедровый (Suillus plorans) растёт под пятихвойными соснами (Кедровая сосна европейская (Pinus cembra))

## Употребление
Съедобен. Употребляется в сушеном, свежем, маринованном и соленом виде, для приготовления супов, соусов, жаркого. Перед готовкой слизистая кожица со шляпки удаляется.